# أليكسا جراسو
أليكسا جراسو (مواليد 9 أغسطس 1993) هي لاعبة فنون قتال مختلط مكسيكية تشارك في وزن الذبابة في بطولة القتال النهائي.

## روابط خارجية
- أليكسا جراسو على موقع يو إف سي (الإنجليزية)
- أليكسا جراسو على موقع شيردوغ (الإنجليزية)
- أليكسا جراسو على موقع Tapology.com (الإنجليزية)
- أليكسا جراسو على موقع فايت ماتريكس (الإنجليزية)